# Amtshaus (Muri)

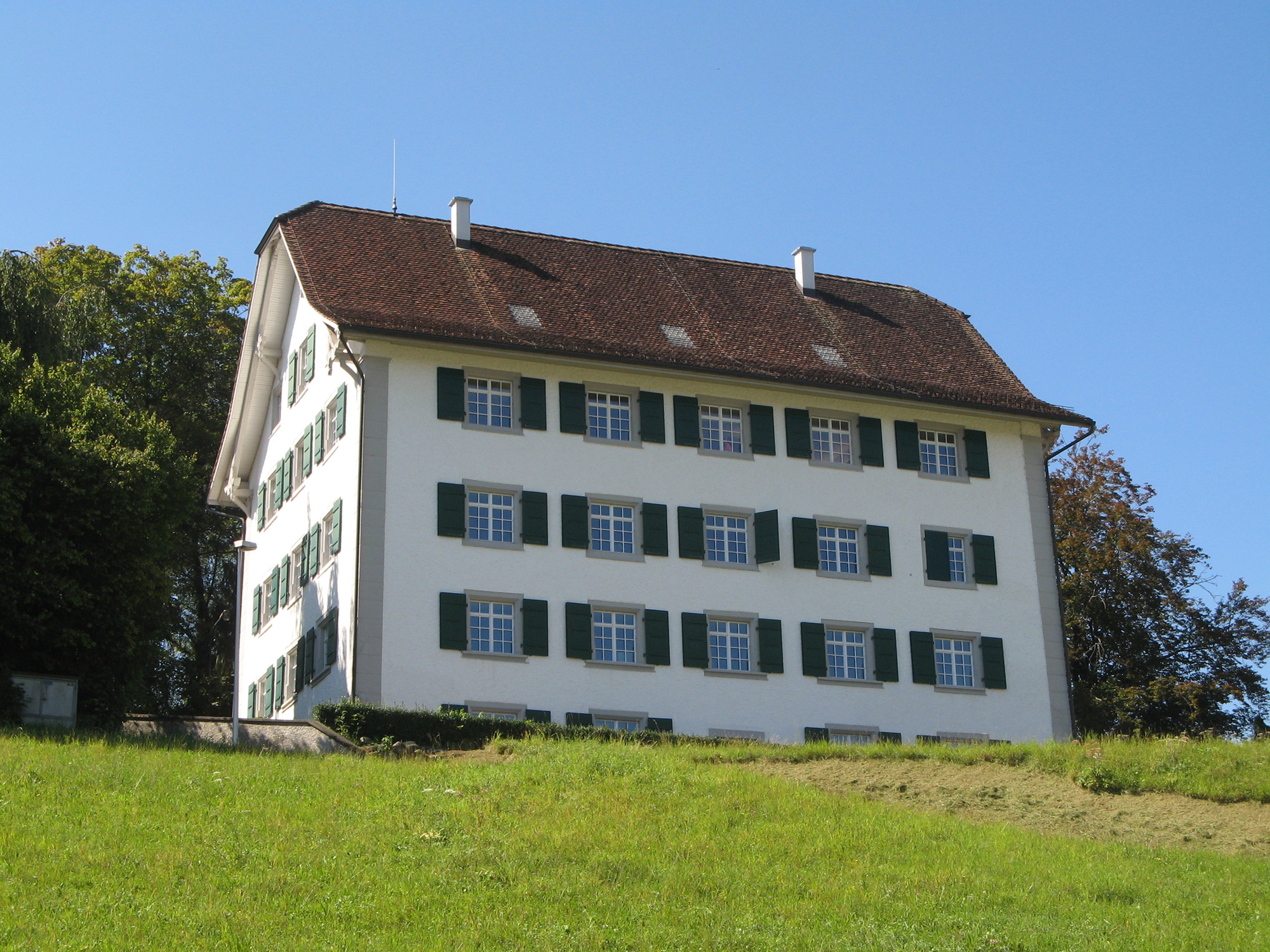
Amtshaus

Das Amtshaus ist ein denkmalgeschütztes Gebäude in Muri im Kanton Aargau. Es befindet sich im Ortsteil Wey, zwischen dem Kloster Muri im Norden und der Pfarrkirche St. Goar im Süden.

## Geschichte
Abt Aegid von Waldkirch schlug 1659 den Bau eines Gasthauses für Pilger und Durchreisende vor. Den Bau des Gebäudes leitete Michael Wickart aus Zug; es ist das einzige überlieferte Bauwerk dieses Bildhauers. 1660 erfolgte die Eröffnung des Gasthauses «Roter Löwen», benannt nach dem ursprünglichen Wappentier der Habsburger. Nach der Gründung des Kantons Aargau im Jahr 1803 fanden hier die Verhandlungen des Bezirksgerichts statt. 1827 musste die Gaststätte auf Anordnung des Kantons geschlossen werden, um Platz für Archiv, Gefängnis und Wohnung des Landjägers zu schaffen. Am 10. Januar 1841 ereignete sich ein Tumult, als eine aufgebrachte Menschenmenge Regierungsrat Franz Waller, der Mitglieder des katholisch-konservativen Bünzer Komitees verhaften wollte, überwältigte und gefangen nahm. Dieser Vorfall löste einen bewaffneten Aufstand im Freiamt aus, den die Regierungstruppen rasch niederschlugen und als Vorwand diente, alle Aargauer Klöster aufzuheben.
Mit der Aufhebung des Klosters Muri gelangte das Gebäude in den Besitz des Kantons, der darin zusätzlich das Bezirksamt unterbrachte. Ab 1852 war das Gebäude Eigentum der Gemeinde Muri. Der kleine Polizeiposten musste 1967 wegen Platzmangel ausgelagert werden. Im Rahmen eines vom Grossen Rat genehmigten Grundstück- und Gebäudetauschs ging das Amtshaus 1991 wieder in den Besitz des Kantons über. 2000 zogen die Bezirksbehörden in den renovierten Südflügel des Klosters um, während das Bezirksgefängnis aufgehoben wurde. Bis 2003 folgten der Umbau und die Renovation des Amtshauses. Seither beherbergt es einen Posten der Kantonspolizei.

## Gebäude
Das Amtshaus steht an der Ostkante des Kirchbühlhügels, parallel zum Hang. Über dem gewölbten Keller besitzt das dreistöckige Gebäude fünf mal drei Achsen. Zwei zusätzliche Giebelgeschosse befinden sich unter dem geknickten Satteldach mit Krüppelwalmen. Gegliedert wird das Gebäude durch gequaderte Ecklisenen und s-förmige Blattvoluten unter den gefasten Fenstergewänden.